# Volvobrachia
Volvobrachia is een geslacht van borstelwormen uit de familie van de Siboglinidae.

## Soorten
- Volvobrachia beklemischevi (Ivanov, 1957)